# Jätkäjätkät
Jätkäjätkät è un gruppo musicale finlandese formatosi nel 2010. È costituito dai musicisti Asa, Puppa J, Joska Josafat, Rasmus Pailos, Erno Haukkala, Kim Rantala, Ville Väätäinen, Pekka Varmo e Antti Kivimäki.

## Storia del gruppo
Gli Jätkäjätkät sono saliti alla ribalta col primo album in studio Ykstoist ykstoist (2010), classificatosi 6º nella Suomen virallinen lista. Il disco successivo, Jatkojatkot (2011), è arrivato anch'esso nella top ten della classifica finlandese.
Il terzo LP, intitolato Marian sairaala (2013), si è posizionato sul podio della graduatoria LP.

## Formazione
- Asa
- Puppa J
- Joska Josafat
- Rasmus Pailos
- Erno Haukkala
- Kim Rantala
- Ville Väätäinen
- Pekka Varmo
- Antti Kivimäki

## Discografia
- 2010 – Ykstoist ykstoist
- 2011 – Jatkojatkot
- 2013 – Marian sairaala